# Rio Grande (Ohio)
Rio Grande è un villaggio degli Stati Uniti d'America, situato nello stato dell'Ohio, nella contea di Gallia.